# Czinger 21C
Czinger 21C — гібридний спортивний автомобіль, розроблений американським виробником автомобілів Czinger Vehicles з використанням штучного інтелекту та 3D-друку. Виробництво розпочалося у 2021 році із запланованим випуском у 80 одиниць, а поставки – з 1 кварталу 2023 року.

## Презентація
Спроектований, розроблений і виготовлений у Лос-Анджелесі, штат Каліфорнія, Czinger 21C запускає новий бренд Czinger Vehicles, названий на честь його засновника Кевіна Цінгера.
21C мав бути представлений на Женевському міжнародному автосалоні 2020 року, але це було скасовано через епідемію COVID-19. Нарешті він був представлений 11 березня 2020 року в Лондоні під час спеціальної події.
Випускається тиражем 80 екземплярів у двох конфігураціях, перша для дороги, друга орієнтована під назвою «Lightweight Track».

## Опис
Суперкар має сидіння водія, розміщений у центрі, а пасажирське сидіння на одній лінії позаду водія, таким чином мінімізуючи ширину кабіни.
Система складається з 2,88-літрового двигуна DOHC Twin turbo V8 потужністю 937 к.с. і двох електромоторів, що забезпечують загальну потужність 1250 к.с. Розгін від 0 до 100 км/год займає 1,9 секунди, а максимальна швидкість 21С становить 432 км/год.